# Kees Spermon
Cornelius (Kees) Spermon  (Rotterdam, 27 maart 1941 – Saint-Sauveur-de-Montagut, 23 oktober 1992) was een Nederlands beeldend kunstenaar, actief als graficus, schilder, illustrator, tekenaar, pentekenaar en etser, en docent grafische technieken aan de Academie van Beeldende Kunsten in Rotterdam. Hij maakte zowel figuratief als abstract werk.

## Levensloop
Spermon was geboren en getogen in Rotterdam en studeerde aan de Academie voor Beeldende Kunsten in Rotterdam. Na zijn afstuderen vestigde hij zich als beeldend kunstenaar in Rotterdam, en was later jarenlang docent terug aan de Rotterdamse kunstacademie.
Spermon was lid van Teekengenootschap Pictura in Dordrecht, van de Vereeniging tot Bevordering der Grafische Kunsten 'De Grafische, en van de Federatie van Verenigingen van Beroeps Beeldende Kunstenaars in Amsterdam.
Spermon ontving in 1969 en 1970 een Koninklijke Prijs voor Vrije Schilderkunst. Zijn werk is opgenomen in de collecties van onder andere het Museum Boijmans Van Beuningen in Rotterdam, het Kunstmuseum Den Haag en het Museum Arnhem.

## Exposities, een selectie
- 1980. Galerie Brinkman, Amsterdam.[3][4]
- 1984. Grafiek nu, Singer Museum in Laren.[5]
- 1986. François Konings, Hannes Postma, Hedy Gubbels, Jos van der Meulen, Kees Spermon, Klaas Gubbels, Lady Jacobs en Michel Snoep. Galerie De Lachende Koe, Delfshaven[6][7]
- 1992. Printshop, Prinsengracht 845, Amsterdam.[8]